# Diecezja Luçon
Diecezja Luçon – diecezja Kościoła rzymskokatolickiego w północno-zachodniej Francji, w metropolii Rennes. Została erygowana 16 sierpnia 1317 roku. W 1801 została zlikwidowana, ale już w 1822 przywrócono ją. W roku 2002, w ramach reorganizacji Kościoła francuskiego, została przeniesiona z metropolii Bordeaux do metropolii Rennes. Jej najsłynniejszym ordynariuszem był w latach 1605–1624 kardynał Armand Richelieu, późniejszy pierwszy minister Francji.